# Трамвай в Бурсе
Бурсинский трамвай (тур. Burtpam) — трамвайная система города Бурса, Турция. Эксплуатируется компанией Burulaş, которая также управляет системой метро. Бурсинский трамвай состоит из трёх линий: исторической трамвайной линии метровой колеи под названием T3, которая открылась в 2011 году, современной трамвайной линии стандартной колеи под названием T1, открытой в 2013 году, и линии ЛРТ под названием T2, введённой в эксплуатацию в 2022 году.

## История
Первый маршрут T3 был открыт 28 мая 2011 года. Однопутная линия проложена по пешеходной улице с несколькими разъездами, обслуживаемая несколькими восточногерманскими двухосными вагонами для двухстороннего движения Gotha T57. Она стала настолько популярной, что ее превратили в обычный трамвайный маршрут, закупив западногерманские вагоны производства 1980-х годов, а двухосные вагоны стали выпускать на линию только в выходные.
Современная односторонняя кольцевая трамвайная линия T1 была открыта 12 октября 2013 года. Курсирует по Старому городу только против часовой стрелки, длина составляет 6,5 км, на линии 14 остановок. На маршруте эксплуатируются низкопольные трамваи Durmaray турецкого производства.

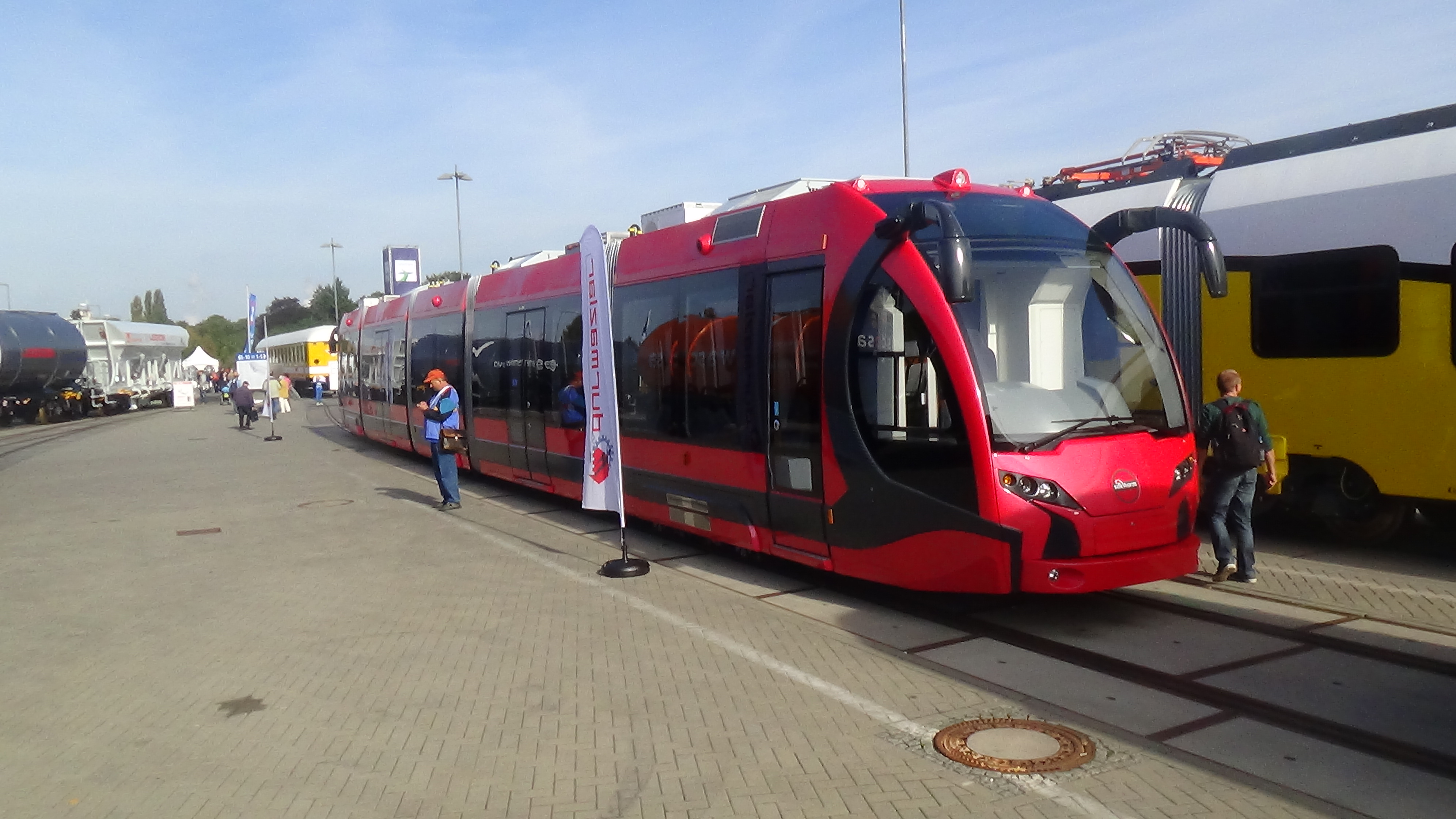
Вагон Silkworm Tram, произведённый Durmazlar

Третья трамвайная линия введена в эксплуатацию 2 июля 2022 года. Столичный муниципалитет Бурсы вложил в проект около 1 миллиарда лир. На церемонии открытия присутствовал заместитель председателя партии ПСР и бывший премьер-министр Бинали Йылдырым. Т2 ведёт к северу города вдоль дороги D 575. Общая длина линии составляет 9 тысяч 445 метров, на ней 11 станций. Благодаря интеграции Т2 с маршрутом Т1 центр города соединяется с железнодорожным терминалом.

## Линии
- Т1 — кольцевая, движение против часовой стрелки. 14 остановок, 6,5 км. 1435 мм открыта 13 октября 2013
- Т2 — 11 остановок, 9,5 км. Открыта 2 июля 2022
- Т3 — историческая линия. 9 остановок, 2,5 км. 1000 мм открыта 28 мая 2011